# Donon
De Donon is een berg in de Vogezen, in Frankrijk. De berg wordt gevormd door een blok zandsteen dat op de granieten bodem vastzit. Op de Donon ontspringen de Rode Saar, Sarre rouge, en de Witte Saar, Sarre blanche, die zich later tot de Saar verenigen. Het departement waarin de Donon ligt is Bas-Rhin, de gemeente van Grandfontaine. 
Op de top bevindt zich een tempel in neoclassicistische stijl, die door Napoleon III is opgericht.
De Col du Donon is een beklimming van tweede categorie in de Ronde van Frankrijk.